# Castell de Montmajor
El castell de Montmajor (o la torre dels moros de Montmajor) és un castell a dalt del tossal de Can Sabata, sobre el poble de Montmajor a la comarca del Berguedà, concretament entre les cases de Can Sabata de Dalt i Can Barri, els amos de la qual són els propietaris. El castell de Montmajor ha estat declarat Bé Cultural d'Interès Nacional i està inventariat a la llista de monuments de Montmajor del Departament de Cultura de la Generalitat de Catalunya. A l'edifici del castell de Montmajor hi havia hagut l'antiga església de Sant Sadurní del castell de Montmajor, que també té fitxa en el mapa de patrimoni cultural fet per la Diputació de Barcelona. És en mal estat de conservació.

## Descripció

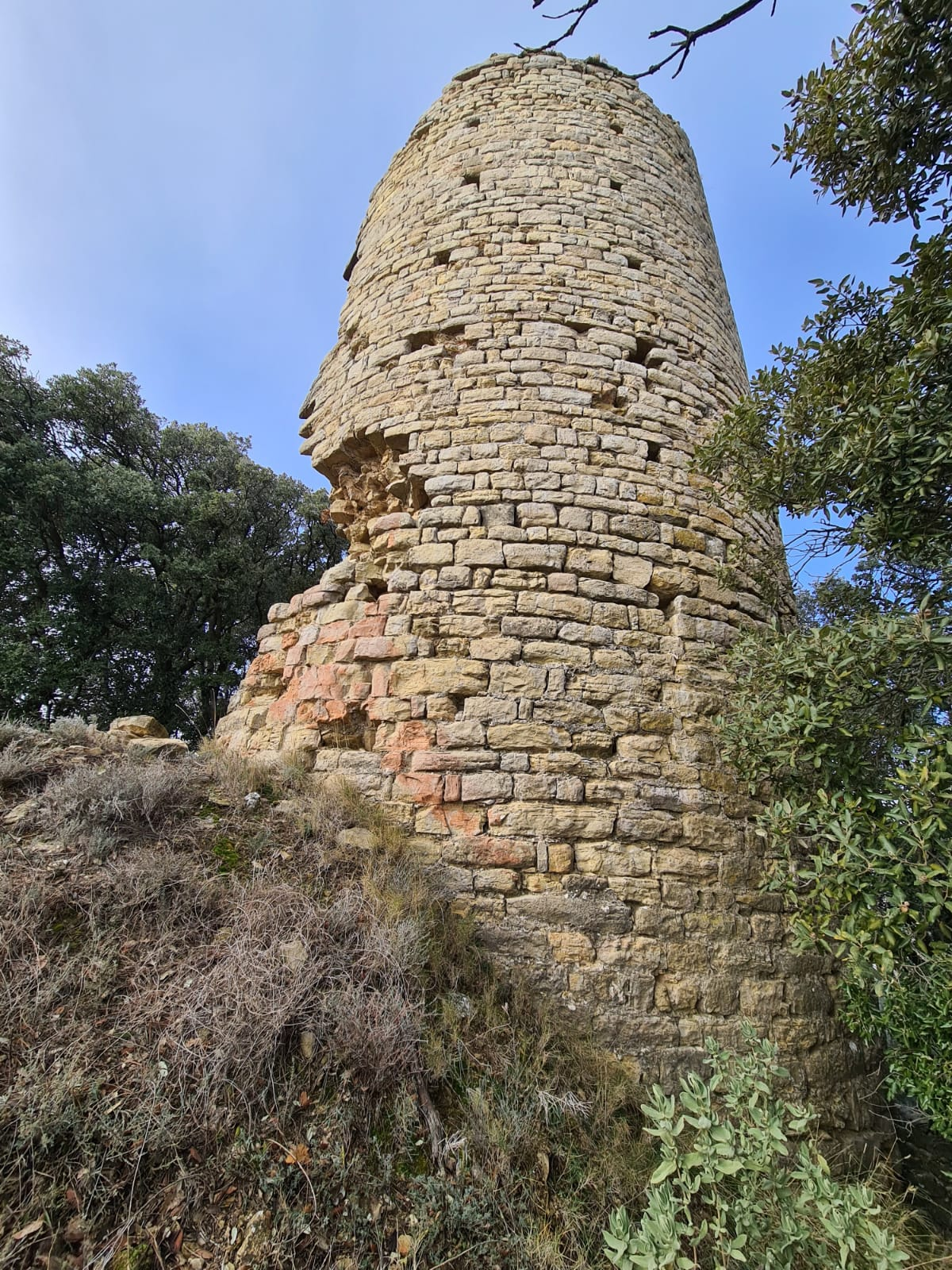
Castell de Montmajor

Del castell de Montmajor només se'n conserva la meitat de la paret situada al llevant d'una torre de planta circular que mesura 5.3 metres de diàmetre i que té un gruix d'1.7 m i una alçada actual de 8 m. El fet d'estar situat al capdamunt d'un turó que fa que tingui una vista de tots els entorns confirma que tenia una funció de torre de guaita. Es va construir amb carreus ben tallats situats en files unides amb morter de calç i farcides per pedres irregulars. La porta era a 4 m d'alçada en el mur del sud-est, però només se'n conserva el muntant de llevant. A l'interior de la torre, a la base de la porta, hi sobresurten unes lloses cap a l'espai central que podrien indicar que hi hagués hagut l'inici d'una falsa cúpula. A més a més, a la torre del castell també s'hi poden veure les restes d'un mur perimetral.
Durant una prospecció arqueològica feta el 1997 s'hi van trobar fragments de ceràmica sobretot grisa.

## Història
El primer document que parla del castell de Montmajor data del 983. En aquest es narra com el comte Oliva Cabreta va permetre que Ató i la seva dona donessin al monestir de Santa Maria de Serrateix l'alou que tenien a la falda del castell (ipso Puiol, qui est subtus castro de Monte Maiore).
El 1170 Guillem de la Portella i la seva dona Marquesa van encomanar el castell a Berenguer de Currizà (Correà) a canvi que ajudessin amb homes les expedicions dirigides pel seu senyor. Fins a finals del segle xii, quan el castell va passar a mans del Vescomtat de Berga, era un feu dels Correà.
El 1183 el vescomte de Berga, Guillem de Berguedà, va deixar el castell de Montmajor juntament amb altres castells al seu fill, el trobador Guillem de Berguedà qui, el 1187 el va cedir al seu germà Berenguer.
El 1199, amb l'extinció del vescomtat de Berguedà, el castell de Montmajor passà a mans reials. El rei el va cedir als Cardona, ja que el 1243 Ramon Folc de Cardona el va donar a la seva germana Geralda, abadessa del monestir de Santa Maria de Valldaura. El 1260 Pere de Berga el va cedir juntament amb el castell de Querol a Bernat de la Portella a canvi de fidelitat.
A principis del segle XIV la comtessa Sibil·la de Pallars, neta de Pere de Berga, va canviar els castells de Querol i Montmajor al rei Jaume II. Durant el segle xv la família dels Ferrer de Castellet tenien el castell de Montmajor fins que el 1445 passà a les mans del cavaller Alamany de Tord, senyor del castell de Sant Joan de Montdarn. Tot i que ens els fogatges posteriors no s'esmentà el castell, en el de 1553 es fa referència a Andreu Barri àlies Castella, ja sigui perquè vivia al costat de l'antic castell o perquè n'era el castlà.
Durant el segle xvii Montmajor era de domini reial i es va formar la Baronia de Montmajor que tenia part de l'actual terme municipal i de l'Espunyola. El 1608 la baronessa era Joana Domenge. El 1663 Miquel de Tamarit dominava les baronies de Montclar, Montmajor i l'Espunyola en nom del rei i el 1762 ho feia Antoni de Tamarit.
El castell de Montmajor tenia una situació molt estratègica, ja que dominava el camí de Cardona a Berga i estava en un territori en què el monestir de Santa Maria de Serrateix hi tenia moltes propietats. Es creu que el seu estat deteriorat es deu al fet que moltes de les seves pedres s'haurien pogut utilitzar per a construir les cases veïnes.

## Antiga església de Sant Sadurní del Castell de Montmajor
L'antiga església de Sant Sadurní del Castell de Montmajor, que està situada dins el recinte del Castell de Montmajor, és datada del 1050 i és d'estil romà i medieval i està en un estat de conservació dolent.